# Испано-американская война

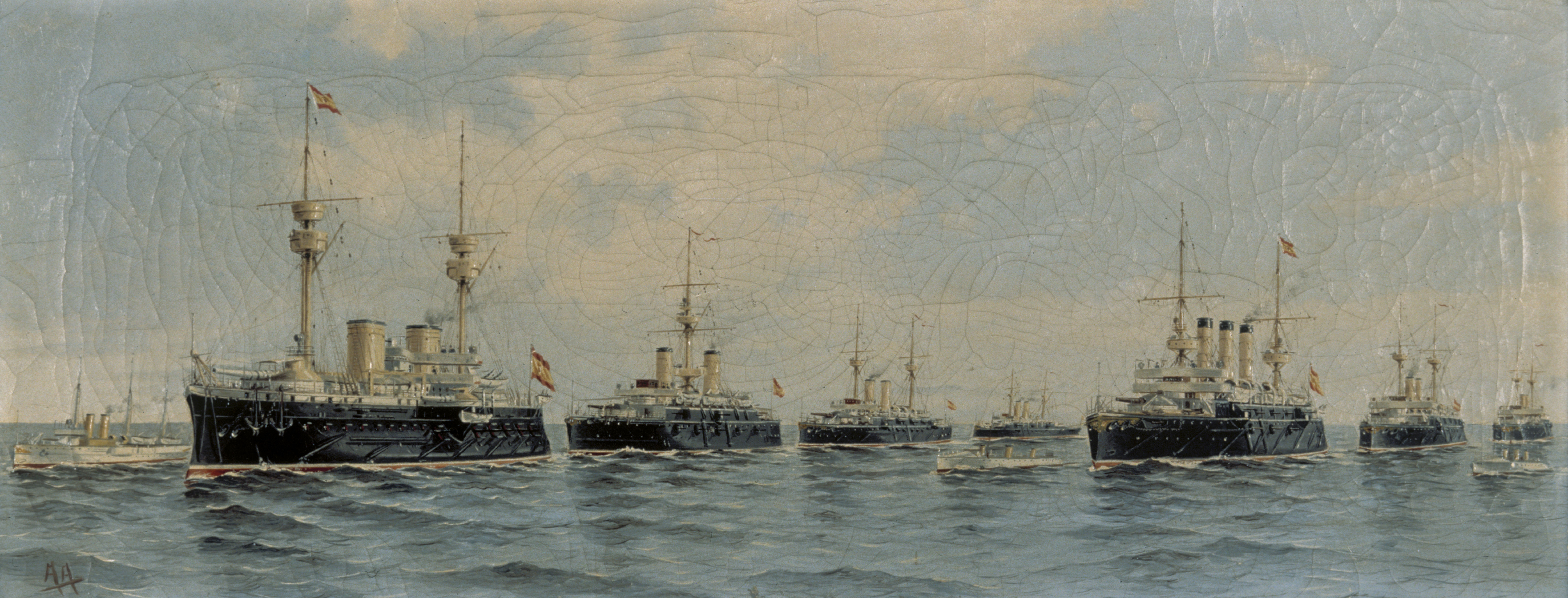
Испанская броненосная эскадра на рейде Ферроля. Худ. Антонио Антон Иболеон (1897)

Испано-американская война (исп. Guerra Hispano-Estadounidense, англ. Spanish-American War) — военный конфликт между Испанией и США в 1898 году. В ходе боевых действий США оккупировали принадлежавшие Королевству Испания с XVI века Кубу, Пуэрто-Рико и Филиппины.
Военные действия начались в период после внутреннего взрыва броненосца «Мэн» в гавани Гаваны, что привело к вмешательству США в кубинскую войну за независимость. В результате США стали доминировать в Карибском регионе и захватили тихоокеанские владения Испании. Это привело к участию США в Филиппинской революции и, в конечном итоге, в Филиппино-американской войне.
Главной проблемой была независимость Кубы. В течение нескольких лет на Кубе происходили восстания против испанского правления. После начала испано-американской войны США поддержали эти восстания. Президент США Уильям Мак-Кинли стремился к мирному урегулированию, но взрыв на броненосце «Мэн» подтолкнул его к войне, которой он хотел избежать. 20 апреля 1898 года Маккинли подписал совместную резолюцию Конгресса, требующую вывода испанских войск и разрешающую президенту использовать военную силу, чтобы помочь Кубе обрести независимость. В ответ 21 апреля Испания разорвала дипломатические отношения с США. В тот же день ВМС США начали блокаду Кубы. Обе стороны объявили войну; ни у кого не было союзников.
Десятинедельная война велась как на Карибах, так и в Тихом океане.  Действия военно-морских сил США имели решающее значение, позволив экспедиционным силам высадиться на Кубе и захватить испанский гарнизон. Американцы добились капитуляции Сантьяго-де-Куба и Манилы, несмотря на ожесточённое сопротивление испанской пехоты. Мадрид запросил мир после того, как две испанские эскадры: в Сантьяго-де-Куба и Манильском заливе были потоплены, а третий флот, более современный, был отозван домой для защиты испанского побережья.
Результатом войны стал Парижский договор 1898 года, заключённый на условиях, благоприятных для США, которые получили Пуэрто-Рико, Гуам и Филиппинские острова, а также позволили временно контролировать Кубу. Передача Филиппин включала выплату американцами 20 миллионов долларов США (что соответствует 602 млн долларов США в современных ценах) для возмещения расходов на инфраструктуру, принадлежавшую Испании.
Поражение и потеря последних остатков Испанской империи стали глубоким шоком для национального сознания Испании и вызвали полную философскую и художественную переоценку испанского общества, известного как Поколение 98 года. Соединённые Штаты приобрели несколько островных владений, охватывающих весь земной шар, а в стране разгорелись новые дебаты о целесообразности экспансионизма.

## Предыстория
В 1895 году на Кубе началось массовое антииспанское восстание; несмотря на мобилизацию 150 000 человек, Испания оказалась не в состоянии справиться с ним. В США проявлялось стремление поддержать кубинских повстанцев. Это было связано, помимо прочего, с экономическими интересами американских бизнесменов на Кубе. В 1895-97 годах состоялось свыше 60 экспедиций американских волонтёров для поддержки восстания.
В январе 1898 года во время беспорядков в Гаване Вашингтон решил отправить броненосец «Мэн» в Гавану для того, чтобы показать беспокойство США и защитить американских граждан. После взрыва броненосца 15 февраля того же года антииспанские настроения в американском обществе начали возрастать. Этому также способствовало то, что за неделю до взрыва в газете «New York Journal» было опубликовано похищенное письмо испанского посла в США, в котором он пренебрежительно отзывался о президенте США Уильяме Мак-Кинли и выражал уверенность в том, что Испания готова сражаться, если война произойдёт.
В послании к конгрессу США от 11 апреля президент Мак-Кинли предложил вмешательство в события на Кубе, где Испания уже начала переговоры о перемирии с повстанцами. Через неделю конгресс решил, что Испании следует предложить вывести войска с Кубы и признать её независимость; президенту предлагалось употребить для достижения этой цели вооружённые силы. Испании был дан срок до 23 апреля. 22 апреля флот США начал блокаду Кубы. В ответ на это Испания 23 апреля объявила войну США.

## Военные действия в Вест-Индии

### Блокада Кубы
Военные действия в Вест-Индии начались вечером 22 апреля 1898 года, когда американская эскадра контр-адмирала Сэмпсона (два броненосца, десять крейсеров, пять миноносцев), вышедшая в половине восьмого утра из Ки-Уэста, вышла на внешний рейд Гаваны и открыла огонь по испанским береговым батареям. Также во время своего перехода американцы захватили первое призовое судно — гружёный лесом испанский пароход «Буэнавентура». Однако американское морское командование предписывало своим боевым соединениям избегать боёв с испанскими береговыми укреплениями, считая приоритетной задачей уничтожение основных сил испанского флота. Поэтому американцы попытались организовать блокаду основных кубинских портов, привлекая для этой цели в основном реквизированные после начала войны и вооружённые коммерческие пароходы. Также для защиты своего атлантического побережья американское командование сформировало «летучую эскадру» под командованием коммодора Шлея. 23 апреля её корабли впервые отправились в дальний дозор.

Карта военных действий испано-американской войны

Американская сторона предусматривала завоевание господства на море, и лишь после этого предполагалось перейти к десантным операциям. Поэтому действия американской блокирующей эскадры на первом этапе войны сводились к осторожному прощупыванию испанской обороны на северном побережье Кубы. Несмотря на слабость испанской флотилии Антильских островов, состоявшей в основном из старых канонерских лодок, и нерешительность её командующего адмирала Мантерола, в апреле-мае испанцам трижды удалось отразить атаки американских вспомогательных крейсеров и миноносцев в районе порта Карденас.
11 мая американцы попытались высадить десант в бухте Сьенфуэгос на южном побережье Кубы с целью уничтожить кабельную станцию подводного телеграфа, связывавшего Кубу с внешним миром. Испанской береговой обороне удалось отразить десант с потерями для неприятеля. 18 мая вспомогательный крейсер «Сент-Луис» перерезал телеграфный кабель, соединявший Сантьяго-де-Куба с Ямайкой. Никакого значения эта акция не имела, так как владевшие линией англичане сбежали в самом начале войны, частью опечатав, а частью разобрав оборудование. Оставалась действующей французская линия от Сантьяго через Гуантанамо на Гаити. Чтобы перерезать и её, «Сент-Луис» в сопровождении буксира «Вэмпэтук» направился ко входу в Гуантанамскую бухту, расположенную 50 милями восточнее. Однако охранявшая вход испанская канонерка, поддержанная единственной береговой пушкой, сумела отогнать американцев.
Ещё до начала войны испанцы решили послать на Кубу эскадру под командованием адмирала Серверы (четыре броненосных крейсера и три миноносца). Она собралась на островах Зелёного Мыса. 12 марта Сервера прибыл со своей эскадрой в Фор-де-Франс на Мартинике, но там ему не позволили пополнить запас угля. Он получил небольшой запас угля в Виллемстаде на Кюрасао. 19 мая его эскадра вошла незамеченной в Сантьяго-де-Куба.
27-28 мая эскадра Шлея установила морскую блокаду Сантьяго-де-Куба. Американцы решили заградить вход, затопив в нем большое судно; для этой цели предназначили угольный транспорт «Мерримак». 3 июня лейтенант Хобсон и 7 добровольцев вошли на нем в проход в гавань и были встречены сильным огнем. Транспорт сел на мель, довольно далеко от входа, на правой стороне фарватера; команде пришлось сдаться.

### Высадка американского десанта
20 июня к Сантьяго подошли 35 американских транспортов с 18 тысячами человек десанта, 22—24 июня эти войска были высажены у Дайкири и 26 июня совместно с кубинскими повстанцами осадили Сантьяго с суши. 1 июля американцы и кубинцы разбили испанцев в битве за холм Сан-Хуан к востоку от Сантьяго. При этом, имея 16-кратное превосходство, американцы понесли такие же потери, как и испанцы.

### Морской бой у Сантьяго 3 июля
2 июля адмирал Паскуале Сервера-и-Топете получил приказ от командующего сухопутными войсками прорвать блокаду. Одной из причин этого требования был недостаток продовольствия у осаждённых. Утром 3 июля при попытке испанских кораблей прорваться произошёл бой, в котором все испанские корабли были уничтожены. Американцы потеряли всего одного матроса.

### Дальнейшие военные действия на Кубе
10 июля началась американская бомбардировка Сантьяго, и через четыре дня город сдался. Всего на юге Кубы сдалось в плен 24 000 испанских солдат. В начале августа американцы совместно с кубинскими повстанцами овладели всей Кубой.

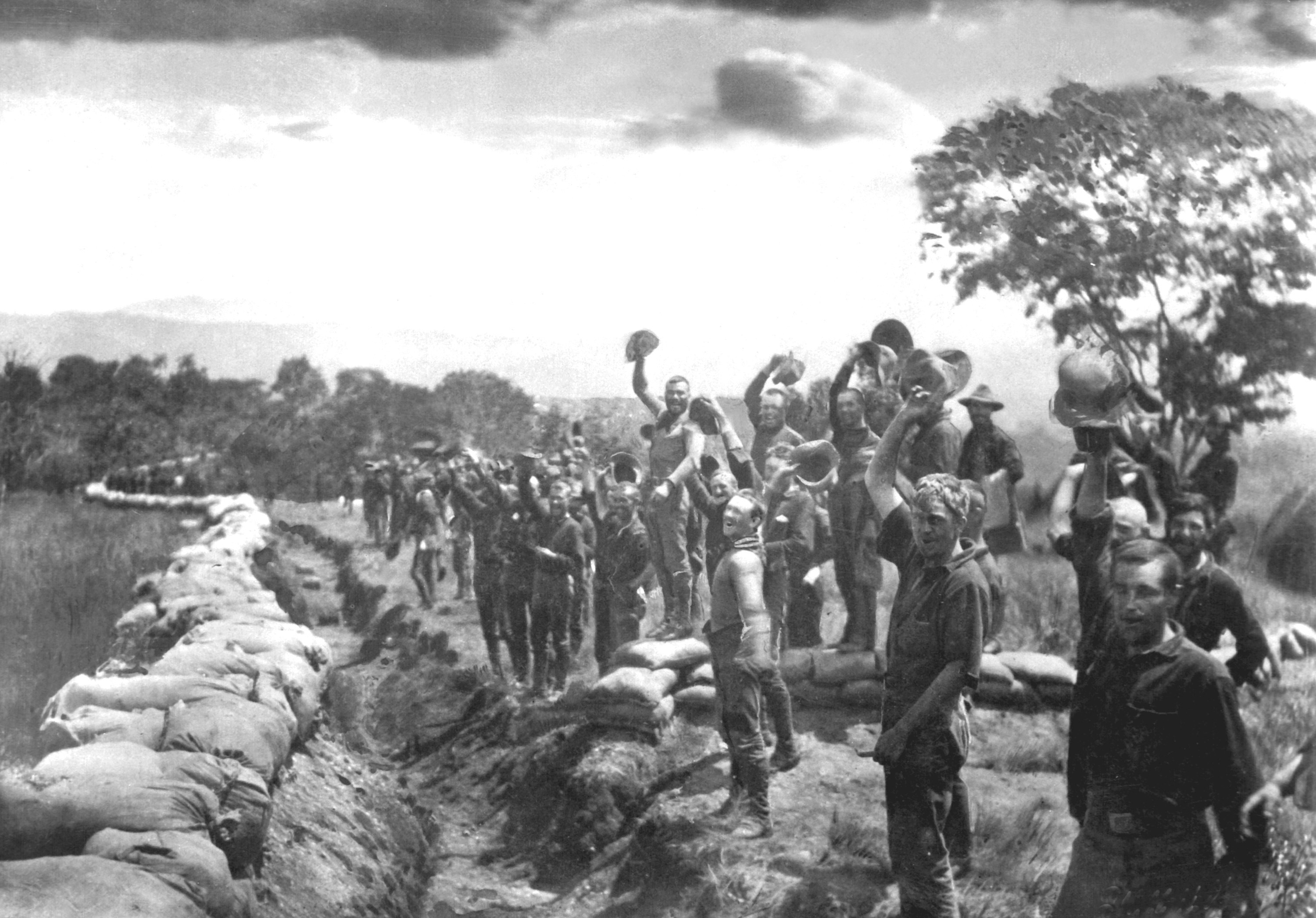
Американские солдаты радуются сдаче Сантьяго.

### Захват Пуэрто-Рико
В конце июля на юге Пуэрто-Рико было высажено 16 тыс. американских солдат под командованием генерала Майлса. 8 августа он начал наступление и занял в скором времени всю западную часть острова. На Пуэрто-Рико американцы потеряли всего 5 человек убитыми и 28 ранеными.

## Военные действия на Филиппинах
На Филиппинах, так же как и на Кубе, с 1896 г. продолжалось антииспанское восстание, чем воспользовались американцы.

### Битва в Манильской бухте
30 апреля американская эскадра под командованием коммодора Дьюи (6 крейсеров, в том числе 4 бронепалубных) подошла к Манильской бухте. На рассвете 1 мая американская эскадра подошла к Маниле. Выяснив, что у Манилы стоят только торговые суда, американские корабли повернули на юг и вскоре обнаружили у Кавите испанскую эскадру из 10 устаревших кораблей, только два из них были бронепалубными крейсерами. Испанской эскадрой командовал адмирал Монтохо. Произошёл бой, в котором все испанские корабли были уничтожены, при этом пять из них были потоплены своими командами. Американские же корабли не получили ни одного серьёзного повреждения.

Картина «Битва при Кавите»

### Осада и капитуляция Манилы
2 мая американский десант занял Кавите. Испанцы отошли к Маниле. Американцы заключили с филиппинскими повстанцами соглашение о совместной борьбе против испанцев. 8 июня повстанцы заняли Лас-Пиньяс и Параньяке, очистив от испанцев окрестности Манилы. В течение июня сопротивление испанцев было сломлено, и 3 июля была провозглашена независимость Филиппинской республики.
Испанцы сохранили контроль лишь над частью архипелага, в то время как большую его часть контролировали филиппинские повстанцы, продолжавшие боевые действия против испанских колониальных войск. Обескровленные и утомлённые испанские войска терпели одно поражение за другим. Ко времени передачи островов американцам под контролем испанской администрации остался лишь один крупный остров — Негрос.
После прибытия американских подкреплений 13 августа американские и филиппинские войска начали штурм Манилы, и через четыре часа испанские войска капитулировали.

## Захват Гуама
20 июня американский бронепалубный крейсер «Чарльстон» и три транспорта с солдатами прибыли к Гуаму. С «Чарльстона» было произведено несколько выстрелов по старой испанской крепости, но ответного огня не последовало и не было видимых повреждений крепости. Скорее всего снаряды пролетели мимо, так как капитан морской пехоты Гуама Педро Дуарте решил, что судно салютует и послал гонца в столицу острова — город Хагатна, находящийся в 10 км от Пити, с сообщением прислать губернатора, чтобы дать ответный салют. Делегация острова села в лодку и направилась к американскому кораблю. Когда они поднялись на борт «Чарльстона», то узнали, что между Испанией и США объявлена война и крейсер прибыл для захвата острова. Испанские чиновники были поражены этой новостью. Они были объявлены военнопленными и в капитанской каюте крейсера стали обсуждать условия капитуляции, которая состоялась 21 июня 1898 года.
Губернатором острова до прихода американской администрации был назначен Франсеск Мартинес Портусач. Попрощавшись с жителями Гуама, «Чарльстон» и три транспорта 22 июня отбыли на Филиппинские острова. Крейсер принимал участие при захвате Манилы и Субик-Бэй. Потерпел крушение и затонул 2 ноября 1899 года, когда наскочил на подводный риф недалеко от острова Лусон.

## Окончание войны
12 августа США и Испания заключили перемирие.
Согласно заключённому в декабре 1898 года Парижскому мирному договору, завершившему войну, Испания отказалась от прав на Кубу, уступила США Пуэрто-Рико и другие острова, находящиеся под её суверенитетом в Вест-Индии, уступила США Филиппинские острова за двадцать миллионов долларов, уступила США Гуам.
Куба была провозглашена независимым государством, однако она попала под сильное влияние США, а Пуэрто-Рико, Филиппины и Гуам стали владениями США.

## Последствия войны
В связи с тем, что после потери Филиппин Испания лишилась возможности защищать оставшиеся у неё другие островные владения в Тихом океане, вследствие чего на следующий год после окончания войны они были проданы Германии.
В Испании поражение в войне стало болезненным ударом по национальному самолюбию, свидетельствующим об отсталости страны; поколение писателей, сформировавшихся в атмосфере поражения, называется «поколением 98 года». Под впечатлением национального кризиса вырос и 12-летний (в то время) король Альфонс XIII.
Результаты войны сыграли роль в судьбах испанского языка в мире. С одной стороны, из-за перехода Филиппин под власть США испанский язык в XX веке почти полностью лишился позиций на Филиппинах (см. испанский язык на Филиппинах). С другой стороны, пуэрториканцы, получившие в 1917 году американское гражданство, стали активно переселяться в крупные города США.

## Статистика Испано-американской войны
| Страны  | Население 1898 г. | Войск   | Погибло | Умерло от болезней |
| ------- | ----------------- | ------- | ------- | ------------------ |
| США     | 73 500 000        | 306 800 | 2 446   | 5 438              |
| Испания | 18 500 000        | 200 000 | 2 159   | 13 841             |
| Всего   | 92 000 000        | 506 800 | 4 605   | 19 279             |

1. ↑ Из них в бою было убито только 385 человек.

## Участие СМИ в Испано-американской войне
Испано-американская война способствовала серьёзным изменениям в новостных изданиях США. Например, технологические инновации, произошедшие в то время, упростили процесс публикации фотографий, что позволило газетам публиковать больше иллюстраций и меньше текста.
Это первая война, запечатлённая на киноплёнку.